# Anthurium eximium
Anthurium eximium är en kallaväxtart som beskrevs av Adolf Engler. Anthurium eximium ingår i släktet Anthurium och familjen kallaväxter. Inga underarter finns listade.